# Nikolaus Wegmann
Nikolaus Wegmann (* 1954 in Landau in der Pfalz) ist ein deutscher germanistischer Literaturwissenschaftler. Er lehrt am Department of German der Princeton University (Princeton, NJ).

## Leben
Nikolaus Wegmann studierte von 1973 bis 1980 Linguistik, Literaturwissenschaft und Philosophie in Bielefeld, wo er das Erste philologische Staatsexamen ablegte. 1982 war er als Forschungsassistent an der Cornell University (Ithaca, NY) engagiert. 1984 erfolgte seine Promotion, der sich eine Tätigkeit als wissenschaftlicher Mitarbeiter in einem wissenschaftsgeschichtlichen DFG-Forschungsprojekt anschloss. Ab 1988 arbeitete er als Hochschulassistent am Institut für deutsche Sprache und Literatur der Kölner Universität, wo er sich 1998 habilitierte und 2004 zum außerplanmäßigen Professor für Neuere deutsche Literatur ernannt wurde. Nach Lehrstuhlvertretungen in Köln und Potsdam wurde er 2006 auf die Princetoner Universitätsprofessur berufen. Dort fungiert er seit 2012 als Chair des Department of German.
Nikolaus Wegmann ist Vizepräsident der Friedrich-Schlegel-Gesellschaft und Mitherausgeber des Jahrbuchs Athenäum.

## Forschung
Historische Forschungsschwerpunkte von Nikolaus Wegmann liegen in der Literatur- und Kulturgeschichte des 18. und 19. Jahrhunderts, insbesondere der literarischen Epoche der Empfindsamkeit – die er in seiner Abhandlung Diskurse der Empfindsamkeit unter den Leitbegriffen „Diskurs“ und „Medialität“ analysiert hat – sowie der deutschen Romantik.
Ausgehend von seinen Forschungen zur Wissenschaftsgeschichte der Germanistik steuert Wegmann als Literaturtheoretiker grundsätzliche Überlegungen zur Theorie und Praxis der Philologie bei. Hierzu gehören Arbeiten über Techniken des Lesens, zum Beispiel über verschiedene Tempi der Lektüre. Hierzu rechnen des Weiteren Arbeiten über literarische Autorität, Engagement und Dekonstruktion, aber auch über die Begriffe der literarischen Quelle, des literaturwissenschaftlichen Seminars oder des sogenannten guten Buchs und des literarischen Kanons. In seinem Buch Suchen und Finden im alexandrinischen Zeitalter hat Wegmann eine literatur- und medienwissenschaftliche Theorie der Bibliothek entwickelt.

## Schriften (Auswahl)
- Diskurse der Empfindsamkeit. Zur Geschichte eines Gefühls in der Literatur des 18. Jahrhunderts. Metzler, Stuttgart 1988, ISBN 3-476-00637-9.
- Bücherlabyrinthe. Suchen und Finden im alexandrinischen Zeitalter. Böhlau, Köln/Weimar/Wien 2000, ISBN 3-412-15499-7.
- „Quelle“. Zwischen Ursprung und Konstrukt. Ein Leitbegriff in der Diskussion. Hrsg. zusammen mit Thomas Rathmann. Erich Schmidt, Berlin 2004 (= Beihefte zur Zeitschrift für deutsche Philologie 12), ISBN 3-503-07920-3.
- Original / Ton. Zur Mediengeschichte der O-Tons. Mit Hörbeispielen auf CD. Hrsg. zusammen mit Harun Maye, Cornelius Reiber. UVK, Konstanz 2007, ISBN 978-3-89669-446-1.
- Figuren der Konversion. Friedrich Schlegels Übertritt zum Katholizismus im Kontext. Hrsg. zusammen mit Winfried Eckel. Schöningh, Paderborn u. a. 2014, ISBN 978-3-506-77130-8.
- Historisches Wörterbuch des Mediengebrauchs. Hrsg. zusammen mit Heiko Christians, Matthias Bickenbach. Böhlau, Köln 2014, ISBN 978-3-412-22152-2.